# Салтановка (Могилёвская область)
Салта́новка — деревня в составе Дашковского сельсовета Могилёвского района Могилёвской области Республики Беларусь.

## История
По письменным источникам известна с XVIII века. Раньше была Салтановским фольварком, который принадлежал поочередно Солтанам, Сапегам, С. Богуш-Сестренцевичу и Гриневичам. В конце XVIII века здесь находилась суконная фабрика, на которой производились сукно, скатерти по голландскому образцу и тонкое полотно. Местные крестьяне занимались ремёслами и лесосплавными работами, так как раньше там, у Днепра, находился один из главных в Могилёвской губернии пунктов сбыта и сплава леса.
Также Салтановка известна ожесточенными боями русских войск с французами 9 и 11 июля 1812 года.

## Географическое положение
Ближайшие населённые пункты: Новосёлки, Селец.

## Достопримечательность
- Мемориальная каплица (1912)  Историко-культурная ценность Республики Беларусь, шифр 512Д000496